# Anna Lechowicz
Anna Lechowicz (ur. 5 września 1950 w Wodzisławiu Śląskim, zm. 1 lutego 2012 w Warszawie) – polska pedagog specjalny, pionierka wykorzystania alternatywnych i wspomagających metod komunikacji oraz nowoczesnych technologii w pracy z uczniami ze specjalnymi potrzebami edukacyjnymi. W 2009 została uhonorowana tytułem honorowego profesora oświaty.

## Życiorys

### Edukacja i praca naukowa
Była absolwentką Liceum Pedagogicznego w Pszczynie. Ukończyła studia w Państwowym Instytucie Pedagogiki Specjalnej w Warszawie, obecnie Akademia Pedagogiki Specjalnej im. Marii Grzegorzewskiej.
W roku 2003 obroniła pracę doktorską Komputerowe wspomaganie procesu komunikacji niewerbalnej dzieci z wieloraką niepełnosprawnością na Akademii Pedagogiki Specjalnej.
Współpracowała ze szkołami wyższymi: Akademią Pedagogiki Specjalnej w Warszawie, Uniwersytetem Warszawskim i Kolegium Pedagogiki Specjalnej w Helenowie oraz Instytutem Badań Edukacyjnych w Warszawie.

### Działalność w organizacjach pozarządowych
Anna Lechowicz była członkiem wielu organizacji działających na rzecz osób z niepełnosprawnością: ISAAC, Stowarzyszenia "Mówić bez Słów" oraz Storzarzyszenie "Rozumieją Nas".

## Praca zawodowa
Była pionierką wykorzystania nowoczesnych technologii w edukacji specjalnej w Polsce. Stworzyła pierwszą w kraju specjalistyczną pracownię komputerową dla uczniów z niepełnosprawnością ruchową i złożoną. Jako pierwsza zaczęła używać w Polsce symboli systemu Blissa do wspierania komunikacji osób niemówiących. Po zdobyciu odpowiednich uprawnień przeprowadziła pierwszy kurs dla nauczycieli i specjalistów w 1991 roku.
Zorganizowała od podstaw szkołę dla osób z niepełnosprawnością ruchową – Szkołę Podstawową nr 327 w Warszawie. Otwarcie szkoły miało miejsce w 1985 roku. Była jej pierwszą dyrektorką.
W 2009 roku, w uznaniu zasług w edukacji uczniów ze specjalnymi potrzebami edukacyjnymi dr Annie Lechowicz Kapituła do Spraw Profesorów Oświaty przy Ministrze Edukacji Narodowej przyznała tytuł honorowego Profesora Oświaty. Tytuł został uroczyście wręczony 14 października 2009 roku przez premiera RP Donalda Tuska oraz minister edukacji narodowej Katarzynę Hall.

## Publikacje
Publikacje samodzielne:
- Anna Lechowicz: Komputerowe wspomaganie procesu komunikacji niewerbalnej dzieci z wieloraką niepełnosprawnością. Warszawa: WSiP, 2005, s. 167. ISBN 83-02-09382-3.

Publikacje w pracach zbiorowych:
- Małgorzata Dońska – Olszko, Anna Lechowicz: Dostosowanie komputera do indywidualnych potrzeb niepełnosprawnego dziecka. W: Jan Łaszczyk: Komputer w kształceniu specjalnym. Wybrane zagadnienia.. Wyd. 1. Warszawa: WSiP, 1998, s. 163-174. ISBN 83-02-06711-3.
- Małgorzata Dońska – Olszko, Anna Lechowicz: Komputerowe wspomaganie nauczania dzieci z ciężkim uszkodzeniem narządu ruchu. W: Ewa Mazanek: Dziecko niepełnosprawne ruchowo. Wychowanie i nauczanie.. Wyd. 1. Warszawa: WSiP, 1998, s. 217-239. ISBN 83-02-06363-0.

## Pamięć o Annie Lechowicz
Anna Lechowicz jest patronem Szkoły Podstawowej Specjalnej nr 327 (przed reformą systemu oświaty z 2017 roku również Gimnazjum Specjalnego nr 161 w Warszawie - obie szkoły wchodziły w skład Zespołu Szkół Specjalnych nr 109. Anna Lechowicz była jej współzałożycielką, dyrektorem i wieloletnim pracownikiem.